# Scrimshaw

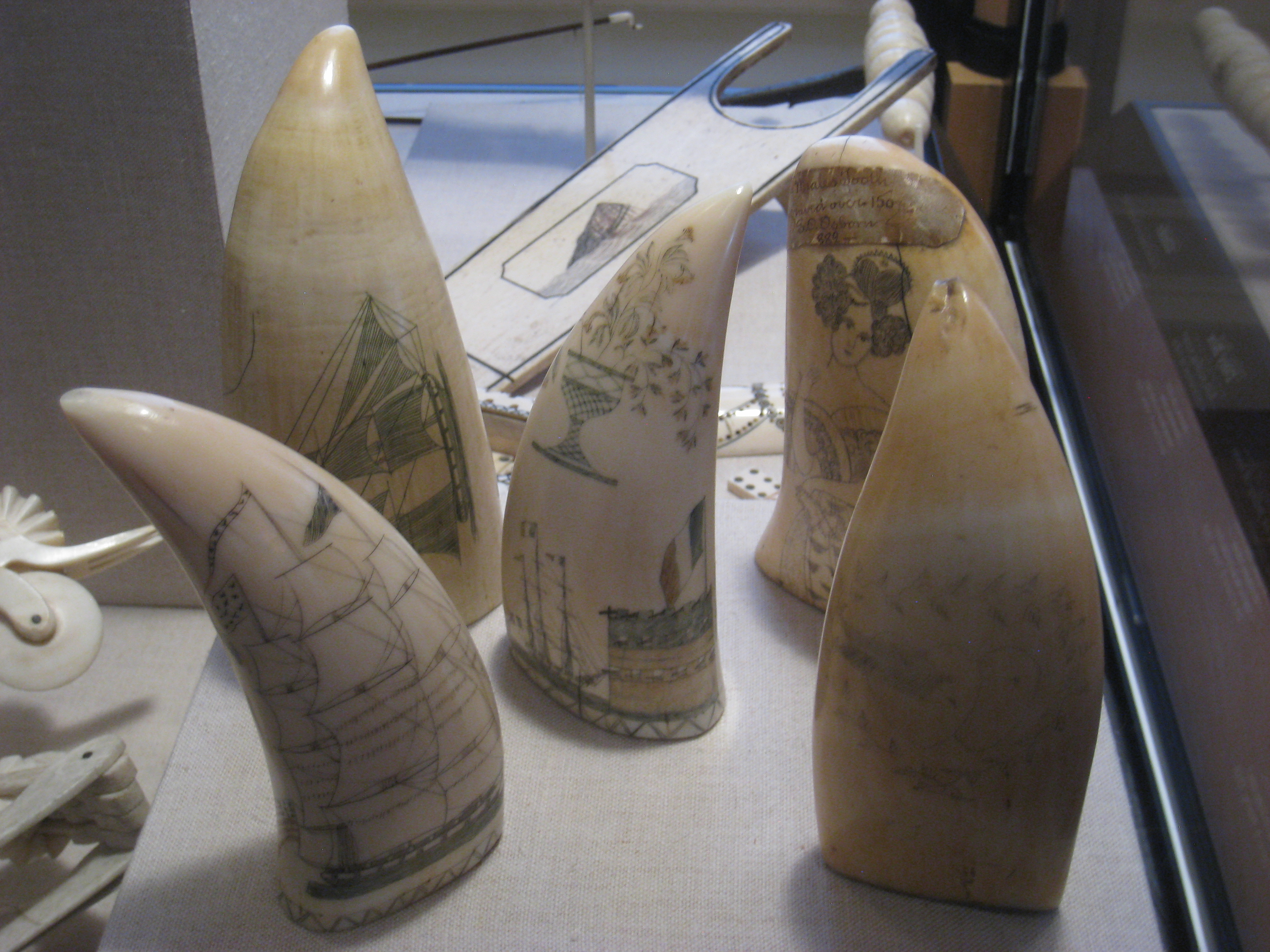
Scrimshaw tentoongesteld in het Old State House Museum in Boston

Scrimshaw is een Engelse term voor de zelfvlijtproducten die walvisjagers en andere zeelui in vroeger eeuwen tijdens hun lange reizen op zee maakten voor eigen gebruik, om de tijd mee te verdrijven of om een kleine bijverdienste te hebben.
Scrimshaw werd gemaakt van tanden van zeezoogdieren zoals potvissen en walrussen, die in een naïeve stijl gegraveerd werden met scheepsverhalen, versjes, boodschappen of tekeningen.
Nu de handel in tanden beperkt is, heeft de aandacht zich verlegd naar andere zelfvlijtproducten zoals borden, theepotten, vasen en zelfs speelgoed. Daarnaast wordt er ook veel imitatie geproduceerd.
De grootste originele Scrimshawverzamelingen zijn meestal in Engelse musea te zien.
Iemand die scrimshaw verkoopt of verzamelt, heet een scrimshander. Eind 19e eeuw werden deze objecten populair onder verzamelaars, zodat zij nu vaak een niet geringe geldswaarde vertegenwoordigen.

## Geschiedenis
Scrimshaw heeft een lange geschiedenis. De eerste walvissen die gevangen werden waren meestal trage baleinwalvissen die geen tanden hebben. In het begin van de 19e eeuw werden echter snelle klippers uitgerust voor de potvisjacht. De potvis, een tandwalvis, heeft de grootste tanden van alle nog bestaande dieren. In de periode 1817-1824 bracht David Porter, kapitein van het Engelse schip Adam bij de Galápagoseilanden scrimshaw aan land en gaf het zijn naam. De bemanning betaalde Chinese handelaren met scrimshaw-tanden of ruilden het in voor wat spullen. De voorwerpen vonden hun weg naar de Amerikaanse markt en werden daar, mede door hun romantische achtergrond, populair bij gegoede verzamelaars.
Vanaf het jaar 1970 viel de aanvoer van potvistanden uit, daardoor stegen de prijzen. De prijs is tegenwoordig ongeveer 100 tot 4500 euro per tand.
Een enthousiaste scrimshawverzamelaar was de Amerikaanse president John F. Kennedy, wiens hobby de bekendheid van het product nog heeft vergroot.